# Ehemaliges Verwaltungsgebäude der Landesbauernschaft Sachsen

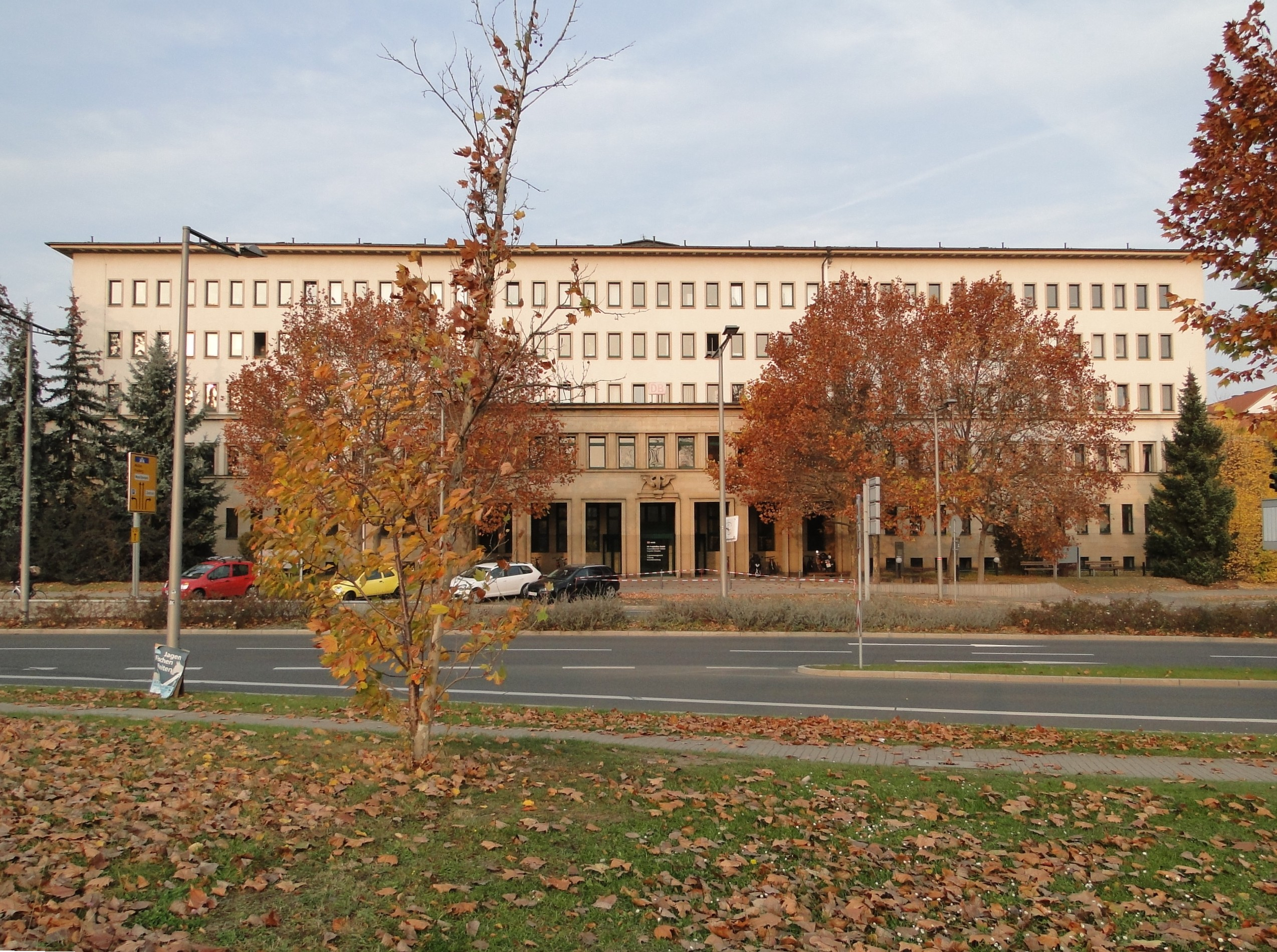
Hauptansicht des Gebäudes (2011)

Das ehemalige Verwaltungsgebäude der Landesbauernschaft Sachsen in Dresden, Ammonstraße 8, wurde 1936–1938 nach Entwurf von Otto Kohtz erbaut und war Dienstsitz der Landesbauernschaft Sachsen im Reichsnährstand. Bekannter wurde das Gebäude als Sitz der Reichsbahndirektion Dresden von 1948 bis 1993. Die Deutsche Bahn AG nutzt das inzwischen unter Denkmalschutz stehende Gebäude bis heute.

## Nutzungsgeschichte
Die Landesbauernschaft Sachsen wurde als nationalsozialistische ständische Zwangsorganisation für alle Bauern und Landwirte und landwirtschaftliche Unternehmen gemäß dem Gesetz über den Reichsnährstand vom 13. September 1933 gebildet, wobei gleichzeitig alle anderen berufsständischen Organisationen und öffentlich-rechtlichen Körperschaften (wie z. B. die Landwirtschaftskammern) aufgelöst wurden. Der Reichsnährstand selbst wurde u. a. in Landesverbände – hier die Landesbauernschaft Sachsen – untergliedert und verkörperte den nationalsozialistischen Grundsatz von Blut und Boden. Landesbauernführer Sachsen war ab Juli 1933 Hellmut Körner, der bis dahin als Präsident die Landwirtschaftskammer geleitet hatte und auch Initiator des Neubaus war.
Für die sächsische Dienststelle des Reichsnährstands wurden mehrere Grundstücke nördlich der Ammonstraße in der Nähe des Hauptbahnhofs ausgewählt, für deren Überplanung und architektonische Gestaltung in einem Architektenwettbewerb der Berliner Architekt Otto Kohtz ausgewählt wurde. Das Gebäude wurde von ihm 1936–1938 errichtet und von der Landesbauernschaft bzw. dem Reichsnährstand bis 1945 genutzt. Aufgrund der rüstungswirtschaftlich bedingten Kontingentierung von Baustählen konnte das Gebäude bereits vor Ausbruch des Zweiten Weltkriegs nur in Pfeilermauerwerk errichtet werden. Lediglich der Mittelteil mit rückwärtigem Flügel wurde als Stahlskelettbau ausgeführt.
Bei den Luftangriffen auf Dresden vom 13. bis 15. Februar 1945 wurde auch dieses Gebäude erheblich beschädigt, war jedoch nur teilzerstört. Allerdings wurde das Hauptgebäude der Reichsbahndirektion Dresden westlich vom Dresdner Hauptbahnhof am Wiener Platz und südlich entlang der Wiener Straße völlig zerstört. Die Eisenbahnverwaltung musste ausgelagert und provisorisch untergebracht werden, ihre Dienststellen waren schließlich über 24 verschiedene Bauten im Stadtgebiet verteilt.
Um die Arbeitsfähigkeit dieser Verwaltung wiederherzustellen, wurde 1946 das teilzerstörte Gebäude der aufgelösten Landesbauernschaft Sachsen als Verwaltungssitz der Reichsbahndirektion Dresden zugewiesen und durch diese instand gesetzt und umgebaut, die Einweihung fand am 15. Mai 1948 statt.
Nach Auflösung der Reichsbahndirektion Dresden zum 31. Dezember 1993 verblieb das Gebäude im Eigentum der Deutschen Bahn AG, die es bis heute für verschiedene Dienststellen nutzt.

## Beschreibung

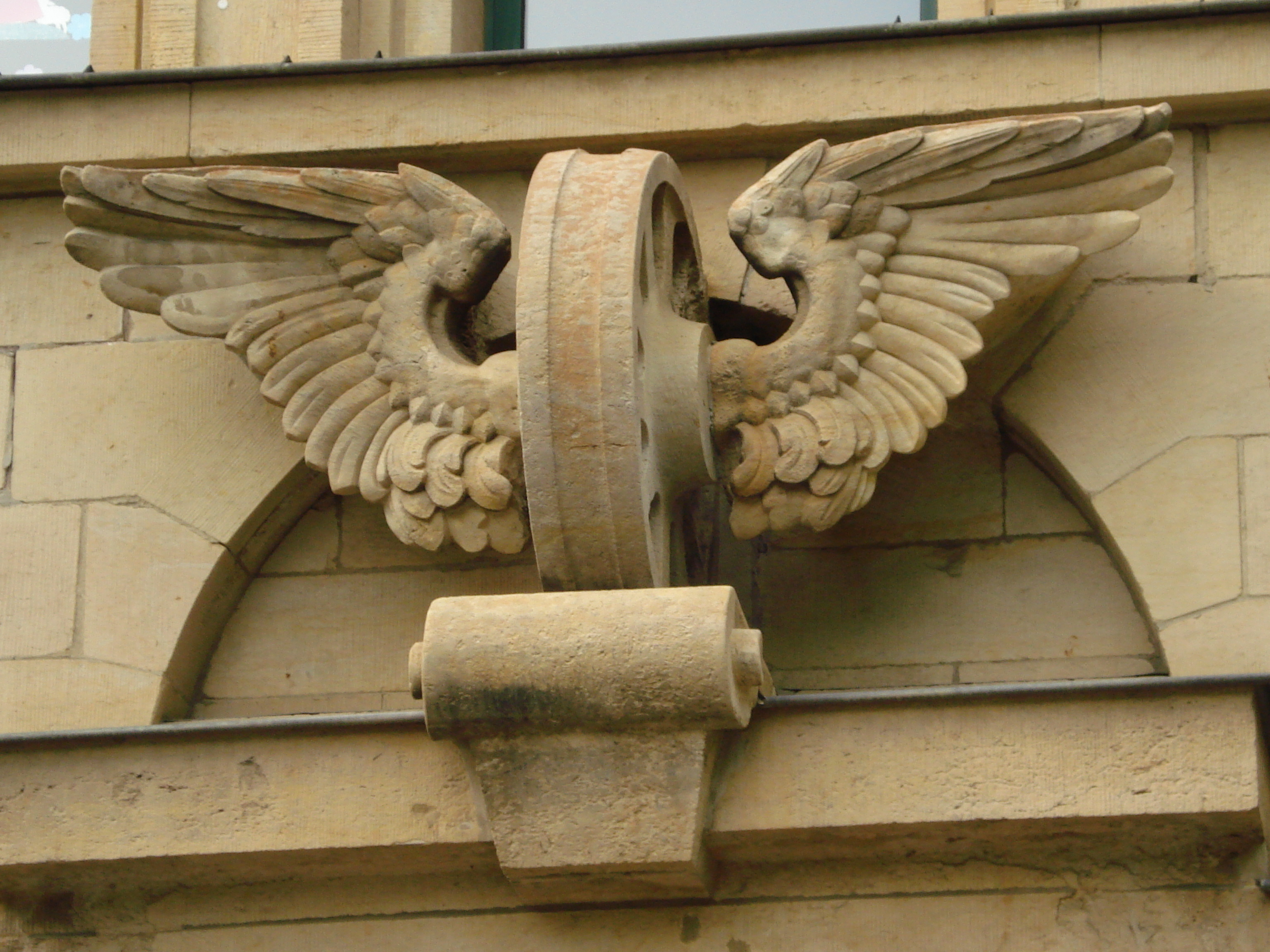
Flügelrad über dem Haupteingang von 1948 (2007)

Otto Kohtz entwarf einen kammartigen, lang gestreckten, fünfgeschossigen Verwaltungsbau in sachlicher Formensprache mit Elementen des Neoklassizismus. Er wurde an der Schauseite mit einer zweigeschossigen Sockelzone aus Werkstein gestaltet, nach hinten öffnen sich drei Flügel mit nur einfacher Gestaltung. Darüber befindet sich ein sehr flach geneigtes Dach, das als Flachdach wahrgenommen wird und ursprünglich mit verzinktem Eisenblech gedeckt war. Die langen monotonen Fensterreihen als sachliche Lochfassade sind zwar typisch für eine in der NS-Zeit fortgesetzte Moderne, es ist jedoch ungewöhnlich, dass die Fenster keine Unterteilung durch Sprossen erhielten.
Einziges Gliederungselement ist das hervorgerückte Entree als kantiger Vorbau. Durch sieben offene, streng rechtwinklige Tore wird von dort aus die Vorhalle erschlossen, an die sich ein großzügiges Treppenhaus anschließt. Das Bürogebäude ist architektonisch ganz in der Horizontalen gelagert und entspricht damit auch den Intentionen des damaligen Stadtbaurats Paul Wolf, der sich gegen (weitere) Hochhäuser in der Altstadt aussprach.
Der originale bauplastische Schmuck der Fassaden von Bildhauer Herbert Volwahsen ließ sich als Gegenreflex zu Moderne und Internationalisierung deuten und entsprach den nationalsozialistischen Kunstvorstellungen. Als weitere NS-Kunstwerke schufen die Dresdner Maler Sizzo Stief das Sgraffito am Mittelflügel des Portals zur Feldgasse, Paul Rößler das ehemalige Wandgemälde in der Halle und Hans Nadler sen. die Ausgestaltung des 1. Obergeschosses. Alle diese Werke wurden 1946–1948 entfernt. Nur zwei Fruchtkörbe aus Sandstein von Bildhauer Otto Rost deuten in der Eingangshalle an der Treppe noch auf den ursprünglichen Zweck des Verwaltungsbaus hin.
Seit 1948 befinden sich zwei Wandfresken – Planung und Bau sowie Betrieb und Verkehr – links und rechts an den Stirnseiten in der Eingangshalle. Ästhetisch ist diese grafisch gehaltene schwarz-weiße Sgraffito-Kunst einerseits in die propagandistisch gefärbte ostdeutsche Nachkriegskunst einzuordnen. Stilistisch knüpfen die Darstellungen allerdings auch an die wenig abstrakte Heimatkunst und Ästhetik während der 1930er und frühen 1940er Jahre an. Diese Fresken wurden von der Deutsche Bahn AG (als Rechtsnachfolgerin der Deutschen Reichsbahn), wie das gesamte Haus, 2004 umfassend saniert. Sie sind in der Eingangshalle an Werktagen öffentlich zugänglich.

## Trivia
Auf Grund der monotonen Fensterreihen trägt das Gebäude auch den Spitznamen Haus der 1000 Fenster bzw. Haus der 1000 Klosettfenster.